# تیلاندزیا استرالیایی
تیلاندزیا استرالیایی (نام علمی: Tillandsia australis) نام یک گونه از تیره آناناسیان است.